# 小行星4417
小行星4417（英語：4417 Lecar）是一颗围绕太阳公转的小行星。1931年4月8日，卡尔·威廉·雷睦斯在海德堡发现了此天体。
这颗小行星的绝对星等为225.3333214985446等。